# آلفرد تارسکی
آلفرد تارسکی (به لهستانی: Alfred Tarski)‏ (زاده ۱۴ ژانویه ۱۹۰۱ – درگذشته ۲۶ اکتبر ۱۹۸۳) ریاضیدان و منطق‌دان برجستهٔ لهستانی-آمریکایی بود.
وی در مدرسهٔ ریاضیات و فلسفهٔ ورشو تحصیل و در ۱۹۳۹ به آمریکا مهاجرت کرد و از ۱۹۴۲ در دانشگاه برکلی در کالیفرنیا به تحقیق و تدریس پرداخت.
شهرت او بیشتر بخاطر تحقیقاتش در نظریه مدل، ریاضیات و منطق جبری است اما در زمینه‌های دیگری مانند جبر مجرد، منطق ریاضی، هندسه، توپولوژی و نظریهٔ مجموعه‌ها نیز فعالیت داشته‌است.
رابرت لاوسن وات، یکی از شاگردانش، او را در کنار ارسطو، فرگه و گودل به عنوان چهار منطق‌دان برجستهٔ تاریخ معرفی کرده‌است.
نظریهٔ وی دربارهٔ صدق در زبان صوری، نزد منطق‌دانان مشهور و منشأ بحثهای فراوانی بوده‌است.